# Boyeux-Saint-Jérôme
Boyeux-Saint-Jérôme – miejscowość i gmina we Francji, w regionie Owernia-Rodan-Alpy, w departamencie Ain.

## Demografia
Według danych na styczeń 2012 r. gminę zamieszkiwały 372 osoby, a gęstość zaludnienia wynosiła 22 osoby/km².

Populacja Boyeux-Saint-Jérôme w latach 1962–2008